# ニコラス・ケイジ
ニコラス・ケイジ（Nicolas Cage, 1964年1月7日 - ）は、アメリカ合衆国の俳優であり、映画監督、映画製作者。
1995年の『リービング・ラスベガス』では、アカデミー賞、ゴールデングローブ賞、全米映画俳優組合賞などで主演男優賞を受賞。

## 生い立ち
カリフォルニア州ロングビーチ生まれ。父オーガスト・コッポラはイタリア系で大学教授兼作家、母ジョイ・フォーゲルザングはドイツ系のバレエ・ダンサー。兄（マーク・コッポラ、クリストファー・コッポラ）がおり、クリストファーは映画監督をしている。父方の祖父は作曲家のカーマイン・コッポラ、祖母は女優のイタリア・ペニーニ。叔父に映画監督のフランシス・フォード・コッポラ、叔母に女優のタリア・シャイア、いとこにソフィア・コッポラ、ロマン・コッポラがいる。
ビバリーヒルズ高校中退。日本語学校に通っていた経験があるため、日本語がある程度話せる。映画でもしばしば披露する他、来日時には日本語で挨拶することもある。

## キャリア
1981年に『初体験/リッジモント・ハイ』でニコラス・コッポラとしてデビューする。その後、現在の芸名に変更した。芸名の「ケイジ」の由来はマーベル・コミック社のコミック「パワーマン」の主人公ルーク・ケイジから。若い頃はコッポラ監督の甥と呼ばれることを嫌がっていた。オーディションを受けても、製作者たちの浴びせる質問は彼についてではなく、叔父フランシスのことばかりだったという。本名のコッポラを名乗らず、あえて“ケイジ”の芸名を使うことにしたのも、そのためと言われている。
1995年の『リービング・ラスベガス』でアカデミー主演男優賞を受賞。オスカー受賞後は、芸術的な映画に留まらず、大作映画にも積極的に出演した。同業のショーン・ペンはケイジの大作映画出演をいぶかしく思っていると発言した。
サターン・フィルムズ（Saturn Films）という映画制作会社を設立。2000年に『シャドウ・オブ・ヴァンパイア』に製作者として参加し、2002年には『SONNY ソニー』（Sonny）で監督兼プロデューサーを務めた。その後も、映画制作会社サターン・フィルムズの共同経営者として、いくつかの作品をプロデュースしている。

## 私生活

### 家族
5度の結婚歴、4度の離婚歴があり、計3人の子供、計1人の孫がいる。
- 1988年に女優のクリスティーナ・フルトンと交際、1990年12月26日に2人の間に生まれたのが後にブラックメタル・バンド「アイズ・オブ・ノクターン」のリードボーカルを務めるウェストン・コッポラ・ケイジである。

- 1995年4月8日に女優のパトリシア・アークエットと再婚したが、2001年5月18日に離婚した。2002年8月10日にはリサ・マリー・プレスリーと再婚したが、同年11月15日に離婚を申請し、2004年5月26日に離婚した[3]。ちなみに、ケイジはプレスリーのコレクターでもある。

- 2004年7月30日にロサンゼルスの寿司店（Kabuki Japanese Restaurant）にてウエイトレスをしていた20歳年下の韓国系アメリカ人女性アリス・キムと韓国系ナイトクラブで出会い、再々婚した[4]。2005年10月3日に長男カル＝エル・コッポラ・ケイジが誕生した。名前のカル＝エルとは『スーパーマン』が生まれた時の名前である。

2011年4月15日、ニューオーリンズ・フレンチ・クオーターで泥酔して、近くにある住宅を自分の借家だと思い込んで妻アリスを引っ張って行こうとし、さらに喚きながらタクシーに乗り込もうとしてドメスティックバイオレンス、治安妨害、公衆酩酊（日本の「酒に酔つて公衆に迷惑をかける行為の防止等に関する法律」違反相当）の容疑で逮捕されたが、日本円で約94万円の保釈金を払い保釈され、仕事を再開した。
2016年6月、妻の浮気により離婚していたことが判明し、2016年6月24日広報担当者の話として、同年1月にアリスと離婚していたことが発表された。
2019年3月23日、4度目になる結婚を、ロサンゼルスのタイ料理レストラン（Jasmine Thai Cuisine）経営者の両親を持つメイク・アップ・アーティストのエリカ・コイケ（父は日本人、母はタイ人。1983年アメリカ生まれ）と行ったが、四日後に無効申請を行った。理由は、両人が泥酔中に行った決定であることや、新婦が飲酒運転で逮捕歴があることなどである。そして5月31日に ネバダ州クラーク郡の裁判所により離婚が正式に認められた。
- 2021年2月16日、ケイジの亡き父の誕生日の日に5度目の結婚を31歳年下の芝田璃子とラスベガスのウェスティンホテルで行った[12][13]。2022年1月妻が妊娠したことを発表[14]。

### 趣味
非常に車好きで、フェラーリの現行車種を全車種（限定車のエンツォ等含む）所有している。また、イランのモハンマド・レザー・パフラヴィー元国王が所有していたランボルギーニを所有していたこともある。
アメリカンコミック好きでも知られ、自身の芸名は元より、息子にまでアメコミキャラクターの名を付けるほどである（カルエルはスーパーマンの本名）。彼のコミックコレクションをオークションにかけた際に出品された400品目の中には、『アクションコミック』1号や『ウィズコミック』1号、『ディテクティブコミック』38号、『オールスターコミック』3号等のレアアイテムが目白押しで、総落札額は160万ドルに達した。また、日本の成年コミックに並々ならぬ興味を示しており、「論ずるに値する」と述べている。
しかし一方で、「15歳の頃からコミックは読んでいない」と、コミックオタクという印象を否定する発言がある。
2007年にアメコミ作家デビュー。息子のウェストン君と連名で『Voodoo Child』という漫画を製作し、2007年開催のサンディエゴ・コミコンで初公開。ヴァージン・コミックスから全6巻で刊行された。
また、カルト映画も好きで、同じ趣味のラモーンズのリーダー、ジョーイ・ラモーンとは親友だった。そのため、ケイジは彼が好きだったカルト映画『ウィッカーマン』を自費で2006年にリメイクし、ラストに「ジョーイ・ラモーンに捧ぐ」とクレジットした。しかしそのため、ラジー賞主演男優部門をはじめ5部門にノミネートされる結果となった。
ガレージキットのコレクターでもあり、まんだらけを過去4回訪れている。その度に段ボール数箱分の買い物をするため、ニコラスが来た日は売り上げが跳ね上がるという。過去一番大きな買い物は、高さ1.5メートルのガメラ（40万円）。

### 金銭
- かなりの浪費家として知られ、古城、高級車、恐竜の化石や骨、コミックコレクションなどを派手に購入していたニコラスだが、その浪費癖から資金難になってしまい、2009年8月には200万ドル（日本円で約1億8000万円）の債務不履行で銀行から訴えられているほか、2007年と2008年分の未納分税金や延滞分利子および罰金などで630万ドル（約5億6700万円）を滞納していることが明らかになった。2012年11月現在で約600万ドル（約4億8,000万円）の滞納金があると報道されている[19]。ニコラスは元ビジネス・マネージャーのサミュエル・レビンの不適切なアドバイスが財政難の原因と釈明し、彼を相手取って2000万ドル（約18億円）の訴訟をおこしたが示談が成立している[20]。恐竜の化石を求め、2007年にオークションでレオナルド・ディカプリオと競り合い、約6,700万年前のティラノサウルスの頭蓋骨を27万6,000ドルで落札しているが、モンゴルからの密輸品であることが後に判明している[21]。

- 2009年11月、『ピープル』誌によれば、ニコラスがニューオリンズのフレンチ・クォーターの一角に所有していた2軒の家が競売で売られた。この2軒は税金の滞納で差し押さえられていたもので、落札者はニコラスがローンを組んでいるリージョンス銀行。2軒ともこの銀行が落札したが、他に入札者はいなかったという。資産価値は合計で680万ドル（約6億1200万円）だが、落札金額は450万ドル（約4億500万円）とお買い得だったようだ。他にも担保としてラスベガス近郊の高級住宅地のベルエアに所有する豪邸を1100万ドル、マリブの豪邸を1000万ドルで競売に出したが買い手が付かず、銀行に差し押さえられた[22]。さらにロードアイランドにある豪邸も差し押さえられ、オークションで競売にかけられている。

- 先述の通り、かなりの車好きで、フェラーリの現行モデルはほぼ所有しているが、2010年3月に高級車のロールス・ロイスのリースを巡って訴えられた。2007年に55万ドル（約4950万円）相当の1964年型のロールス・ロイスSCを月々7663ドル（約69万円）で5年リースし、その4ヵ月後には24万5000ドル（約2200万円）相当の2002年型も月々3630ドル（約33万円）で5年のリース契約を結んだ。ところが税金滞納などの財政難により、月々の支払いができず、2台とも途中でリース契約を打ち切ることになったため、契約違反でリース会社から合計24万2000ドル（約2180万円）の損害賠償を求める訴えを起こされた。借金返済のために世界各地に所有していた豪邸に続き、ついに高級車を手放さざるを得なくなった。

- 財政難で窮地に立たされているニコラスだが、2010年4月、米TMZ.comによれば、アメリカのルイジアナ州、ニューオーリンズに高さ約2.7メートルの白いピラミッド型の墓を自分用に購入しているようだ。なぜ、ピラミッド型を選んだのかは定かではないが、ニコラスが伝説の秘宝を追う歴史学者兼冒険家に扮したアドベンチャー大作『ナショナル・トレジャー』シリーズにヒントを得たのではないかと言われている。

- なお、前述のように借金返済に苦慮していることから、仕事を選ばずに多くの映画に出演した。数年掛けて46本もの映画に出演したことが功を奏し、現在は全ての借金を完済済みであるという。[23]

## 出演作品
※役名の太字表記は主演。

### 映画
| 年   | 題名                                                                             | 役名                                          | 備考 | 吹替                                                                   |
| ---- | -------------------------------------------------------------------------------- | --------------------------------------------- | --- | ---------------------------------------------------------------------- |
| 1982 | 初体験/リッジモント・ハイ Fast Times at Ridgemont High                           | ブラッドの友人                                | 映画デビュー作 ニコラス・コッポラ名義                                                                            | （台詞なし）                                                           |
| 1983 | ヴァレー・ガール Valley Girl                                                     | ランディ                                      | 別題『アップタウン・ガール』                                                                                     | 不明                                                                   |
| 1983 | ランブルフィッシュ Rumble Fish                                                   | スモーキー                                    | | （吹替版なし）                                                         |
| 1984 | 月を追いかけて Racing with the Moon                                              | ニッキー                                      | 不明 |                                                                        |
| 1984 | コットンクラブ The Cotton Club                                                   | ヴィンセント                                  | 相沢正輝（ソフト版） 大塚明夫（TBS版）                                                                           |                                                                        |
| 1984 | バーディ Birdy                                                                   | アル                                          | （吹替版なし）                                                                                                   |                                                                        |
| 1986 | ボーイ・イン・ブルー The Boy in Blue                                             | ネド                                          | 不明 |                                                                        |
| 1986 | ペギー・スーの結婚 Peggy Sue Got Married                                         | チャーリー                                    | 牛山茂（テレビ朝日版）                                                                                           |                                                                        |
| 1987 | 赤ちゃん泥棒 Raising Arizona                                                     | H・I・マクダノー                              | （吹替版なし）                                                                                                   |                                                                        |
| 1987 | 月の輝く夜に Moonstruck                                                          | ロニー                                        | ゴールデングローブ賞主演男優賞ノミネート                                                                         | 鈴置洋孝（ANA版） 小室正幸（JAL版）                                    |
| 1988 | バンパイア・キッス Vampire's Kiss                                                | ピーター・ロウ                                | インディペンデント・スピリット賞主演男優賞ノミネート                                                             | 不明                                                                   |
| 1989 | ハートにびんびん火をつけて Never on Tuesday                                      | 赤いスポーツカーの男                          | | 不明                                                                   |
| 1989 | エネミー・ウォー Time to Kill                                                    | エンリコ                                      | 大塚明夫（VHS版） 桐本琢也（DVD版）                                                                              |                                                                        |
| 1990 | アパッチ Wings of the Apache（Fire Birds）                                       | ジェイク                                      | 小野健一（フジテレビ版） 江原正士（テレビ朝日版）                                                                |                                                                        |
| 1990 | ワイルド・アット・ハート Wild at Heart                                           | セーラー                                      | 相沢正輝 |                                                                        |
| 1991 | ザンダリーという女 Zandalee                                                      | ジョニー                                      | （吹替版なし）                                                                                                   |                                                                        |
| 1992 | ハネムーン・イン・ベガス Honeymoon in Vegas                                      | ジャック                                      | ゴールデングローブ賞主演男優賞ノミネート                                                                         | 安原義人                                                               |
| 1993 | アモス&アンドリュー Amos & Andrew                                                | アモス                                        | | （吹替版なし）                                                         |
| 1993 | レッドロック/裏切りの銃弾 Red Rock West                                          | マイケル                                      | 田中正彦 |                                                                        |
| 1993 | プロフェッショナル Deadfall                                                      | エディ                                        | 大塚芳忠 |                                                                        |
| 1994 | 不機嫌な赤いバラ Guarding Tess                                                   | ダグ                                          | 江原正士 |                                                                        |
| 1994 | あなたに降る夢 It Could Happen to You                                            | チャーリー                                    | 江原正士 |                                                                        |
| 1994 | パラダイスの逃亡者 Trapped in Paradise                                           | ビル                                          | 安原義人 |                                                                        |
| 1995 | 死の接吻 Kiss of Death                                                           | リトル・ジュニア・ブラウン                    | 安原義人 |                                                                        |
| 1995 | リービング・ラスベガス Leaving Las Vegas                                         | ベン・サンダーソン                            | アカデミー主演男優賞受賞                                                                                         | 山寺宏一                                                               |
| 1996 | ザ・ロック The Rock                                                              | スタンリー・グッドスピード博士                | | 大塚明夫（ソフト版） 小山力也（日本テレビ版） 山寺宏一（テレビ朝日版） |
| 1997 | コン・エアー Con Air                                                             | キャメロン・ポー                              | 大塚明夫（ソフト版） 大塚芳忠（テレビ朝日版）                                                                    |                                                                        |
| 1997 | フェイス/オフ Face/Off                                                           | キャスター・トロイ                            | 大塚明夫（ソフト版、テレビ朝日新版） 大塚芳忠（フジテレビ版） 山路和弘（テレビ朝日旧版）                         |                                                                        |
| 1998 | シティ・オブ・エンジェル City of Angels                                          | セス                                          | 小山力也 |                                                                        |
| 1998 | スネーク・アイズ Snake Eyes                                                      | リック                                        | 大塚明夫（ソフト版） 山路和弘（テレビ朝日版）                                                                    |                                                                        |
| 1999 | 8mm                                                                              | トム                                          | 江原正士 |                                                                        |
| 1999 | 救命士 Bringing Out the Dead                                                     | フランク・ピアース                            | 大塚明夫 |                                                                        |
| 2000 | 60セカンズ Gone in Sixty Seconds                                                 | メンフィス・レインズ                          | 大塚明夫（ソフト版、日本テレビ版）                                                                               |                                                                        |
| 2000 | 天使のくれた時間 The Family Man                                                  | ジャック・キャンベル                          | 大塚明夫 |                                                                        |
| 2000 | シャドウ・オブ・ヴァンパイア Shadow of the Vampire                               | N/A                                           | 製作のみ | N/A                                                                    |
| 2001 | コレリ大尉のマンドリン Captain Corelli's Mandolin                                | コレリ大尉                                    | | 大塚明夫                                                               |
| 2001 | クリスマス・キャロル Christmas Carol: The Movie                                  | ジェイコブ                                    | 声の出演 | 森田順平                                                               |
| 2002 | ウインドトーカーズ Windtalkers                                                   | ジョー・エンダーズ                            | | 大塚明夫（ソフト版） 小山力也（テレビ朝日版）                          |
| 2002 | アダプテーション Adaptation                                                      | チャーリー・カウフマン / ドナルド・カウフマン | アカデミー主演男優賞ノミネート                                                                                   | 大塚明夫                                                               |
| 2002 | SONNY ソニー Sonny                                                               | アシッド・イエロー                            | 兼監督・製作 | 野中秀哲                                                               |
| 2003 | ライフ・オブ・デビッド・ゲイル The Life of David Gale                            | N/A                                           | 製作のみ | N/A                                                                    |
| 2003 | マッチスティック・メン Matchstick Men                                            | ロイ                                          | | 大塚明夫                                                               |
| 2004 | ナショナル・トレジャー National Treasure                                         | ベン・ゲイツ                                  | | 大塚明夫                                                               |
| 2005 | ロード・オブ・ウォー Lord of War                                                 | ユーリ・オルロフ                              | 兼製作 | 大塚明夫                                                               |
| 2005 | ニコラス・ケイジのウェザーマン The Weather Man                                   | デイヴィッド                                  | | （吹替版なし）                                                         |
| 2006 | アントブリー The Ant Bully                                                       | ゾック                                        | 声の出演 | 江原正士                                                               |
| 2006 | ワールド・トレード・センター World trade center                                  | ジョン・マクローリン                          | | 山路和弘                                                               |
| 2006 | ウィッカーマン The Wicker Man                                                    | エドワード・メイラス                          | 兼製作 ゴールデンラズベリー賞 最低主演男優賞ノミネート ゴールデンラズベリー賞 最低スクリーンカップル賞ノミネート | 大川透                                                                 |
| 2007 | ゴーストライダー Ghost Rider                                                     | ジョニー・ブレイズ / ゴーストライダー         | ゴールデンラズベリー賞 最低主演男優賞ノミネート                                                                  | 大塚明夫                                                               |
| 2007 | グラインドハウス Grindhouse                                                      | フー・マンチュー                              | フェイク予告編『ナチ親衛隊の狼女』                                                                               | 不明                                                                   |
| 2007 | NEXT -ネクスト- Next                                                             | クリス・ジョンソン                            | 兼製作 ゴールデンラズベリー賞 最低主演男優賞ノミネート                                                           | 大塚明夫                                                               |
| 2007 | ナショナル・トレジャー リンカーン暗殺者の日記 National Treasure: Book Of Secrets | ベン・ゲイツ                                  | | 大塚明夫                                                               |
| 2008 | バンコック・デンジャラス Bangkok Dangerous                                       | ジョー                                        | 兼製作 | 大塚明夫                                                               |
| 2009 | ノウイング Knowing                                                               | ジョン・ケストラー                            | | 大塚明夫                                                               |
| 2009 | スパイアニマル・Gフォース G-Force                                                | スペックルズ                                  | 声の出演 | 中尾隆聖                                                               |
| 2009 | ATOM Astro Boy                                                                   | テンマ博士                                    | 声の出演 | 役所広司                                                               |
| 2009 | バッド・ルーテナント Bad Lieutenant: Port of Call New Orleans                    | テレンス・マクドノー刑事                      | | 大塚明夫                                                               |
| 2010 | キック・アス Kick-Ass                                                            | デイモン・マクレディ / ビッグ・ダディ         | 内田直哉 |                                                                        |
| 2010 | 魔法使いの弟子 The Sorcerer's Apprentice                                         | バルサザール・ブレイク                        | 兼製作総指揮 | 大塚明夫                                                               |
| 2011 | デビルクエスト Season of the Witch                                               | ベイメン                                      | ゴールデンラズベリー賞 最低主演男優賞ノミネート ゴールデンラズベリー賞 最低スクリーンカップル賞ノミネート        | 大塚明夫                                                               |
| 2011 | ドライブ・アングリー3D Drive Angry 3D                                            | ジョン・ミルトン                              | ゴールデンラズベリー賞 最低主演男優賞ノミネート ゴールデンラズベリー賞 最低スクリーンカップル賞ノミネート        | 大塚明夫                                                               |
| 2011 | ブレイクアウト Trespass                                                          | カイル・ミラー                                | ゴールデンラズベリー賞 最低主演男優賞ノミネート ゴールデンラズベリー賞 最低スクリーンカップル賞ノミネート        | 大塚明夫                                                               |
| 2011 | ハングリー・ラビット Seeking Justice                                             | ウィル・ジェラード                            | ゴールデンラズベリー賞 最低主演男優賞ノミネート                                                                  | 大塚明夫                                                               |
| 2012 | ゴーストライダー2 Ghost Rider: Spirit of Vengeance                               | ジョニー・ブレイズ / ゴーストライダー         | ゴールデンラズベリー賞 最低主演男優賞ノミネート                                                                  | 大塚明夫                                                               |
| 2012 | ゲットバック Stolen                                                              | ウィル・モンゴメリー                          | | 大塚明夫                                                               |
| 2012 | ジャックはしゃべれま1,000 A Thousand Words                                       | N/A                                           | 製作のみ | N/A                                                                    |
| 2013 | クルードさんちのはじめての冒険 The Croods                                        | グラグ・クルード                              | 声の出演 | てらそままさき                                                         |
| 2013 | フローズン・グラウンド The Frozen Ground                                         | ジャック・ハルコンベ                          | | 山路和弘                                                               |
| 2013 | グランド・ジョー Joe                                                             | ジョー                                        | 山野井仁 |                                                                        |
| 2014 | トカレフ Rage                                                                    | ポール・マグワイア                            | てらそままさき                                                                                                   |                                                                        |
| 2014 | ラスト・リベンジ Dying of the Light                                              | エヴァン・ルーク                              | 大塚明夫 |                                                                        |
| 2014 | レフト・ビハインド Left Behind                                                   | レイフォード・スティール                      | 小山力也 |                                                                        |
| 2014 | ザ・レジェンド Outcast                                                           | ガレイン                                      | 大塚明夫 |                                                                        |
| 2015 | コンテンダー The Runner                                                          | コリン・プライス                              | 西垣俊作 |                                                                        |
| 2015 | ペイ・ザ・ゴースト ハロウィンの生贄 Pay the Ghost                                | マイク・ローフォード                          | 大塚明夫 |                                                                        |
| 2016 | ダーティー・コップ The Trust                                                     | ジム・ストーン                                | 大塚明夫 |                                                                        |
| 2016 | スノーデン Snowden                                                               | ハンク・フォレスター                          | 大塚明夫 | 日本では2017年1月公開                                                  |
| 2016 | パシフィック・ウォー USS Indianapolis: Men of Courage                            | チャールズ・B・マクベイ3世                    | 大塚明夫 | 日本では2017年1月公開                                                  |
| 2016 | ドッグ・イート・ドッグ Dog Eat Dog                                               | トロイ                                        | 大塚明夫 |                                                                        |
| 2016 | オレの獲物はビンラディン Army of One                                             | ゲイリー・フォークナー                        | 大塚明夫 |                                                                        |
| 2017 | キング・ホステージ Arsenal                                                       | エディ・キング                                | 大塚明夫 |                                                                        |
| 2017 | ヴェンジェンス Vengeance: A Love Story                                           | ジョン・ドロモア                              | 大塚明夫 |                                                                        |
| 2017 | ダブル/フェイス Inconceivable                                                    | ブライアン                                    | 松山鷹志 |                                                                        |
| 2017 | マッド・ダディ Mom and Dad                                                       | ブレント・ライアン                            | 大塚明夫 |                                                                        |
| 2018 | ダークサイド Looking Glass                                                       | レイ                                          | 大塚明夫 |                                                                        |
| 2018 | ヒューマン・ハンター The Humanity Bureau                                         | ノア・クロス                                  | 大塚明夫 |                                                                        |
| 2018 | コード211 211                                                                    | マイク・チャンドラー                          | 大塚明夫 |                                                                        |
| 2018 | Becoming Iconic                                                                  | 本人                                          | ドキュメンタリー映画                                                                                             | N/A                                                                    |
| 2018 | ティーン・タイタンズ・ゴー! トゥ・ザ・ムービーズ Teen Titans Go! to the Movies   | クラーク・ケント / スーパーマン               | 声の出演 | （吹替版なし）                                                         |
| 2018 | マンディ 地獄のロード・ウォリアー Mandy                                          | レッド                                        | 名誉俳優賞受賞                                                                                                   | 山路和弘                                                               |
| 2018 | スパイダーマン:スパイダーバース Spider-Man: Into the Spider-Verse                | スパイダーマン・ノワール                      | 声の出演 | 大塚明夫                                                               |
| 2018 | トゥ・ヘル Between Worlds                                                        | ジョー                                        | | 大塚明夫                                                               |
| 2019 | Love, Antosha                                                                    | ナレーター                                    | N/A |                                                                        |
| 2019 | ラスト・パニッシャー A Score to Settle                                           | フランク・カーバー                            | 大塚明夫 |                                                                        |
| 2019 | ドラッグ・チェイサー Running with the Devil                                      | コック                                        | 大塚明夫 |                                                                        |
| 2019 | KILLERS/キラーズ 〜10人の殺し屋たち〜 Kill Chain                                 | アラニャ                                      | 速水奨 |                                                                        |
| 2019 | カラー・アウト・オブ・スペース -遭遇- Color Out of Space                         | ネイサン・ガードナー                          | 山路和弘 |                                                                        |
| 2019 | ザ・ビースト Primal                                                              | フランク・ウォルシュ                          | 速水奨 |                                                                        |
| 2019 | ナイト・ストーム Grand Isle                                                      | ウォルター                                    | 大塚明夫 |                                                                        |
| 2020 | アース・フォール JIU JITSU Jiu Jitsu                                             | ワイリー                                      | 西垣俊作 |                                                                        |
| 2020 | クルードさんちのあたらしい冒険 The Croods: A New Age                             | グラグ・クルード                              | 声の出演 | てらそままさき                                                         |
| 2021 | プリズナーズ・オブ・ゴーストランド Prisoners of the Ghostland                    | ヒーロー                                      | | （吹替版なし）                                                         |
| 2021 | ウィリーズ・ワンダーランド Willy's Wonderland                                    | 掃除人                                        | 兼製作 | （台詞なし）                                                           |
| 2021 | PIG/ピッグ Pig                                                                   | ロビン・“ロブ”・フェルド                      | 兼製作 | 大塚明夫                                                               |
| 2022 | マッシブ・タレント The Unbearable Weight of Massive Talent                       | ニック・ケイジ / ニッキー・ケイジ             | 兼製作 | 大塚明夫                                                               |
| 2022 | Butcher's Crossing                                                               | ミラー                                        | | N/A                                                                    |
| 2023 | ガンズ・アンド・キラーズ The Old Way                                             | コルトン・ブリッグス                          | 大塚明夫 |                                                                        |
| 2023 | レンフィールド Renfield                                                          | ドラキュラ伯爵                                | 大塚明夫 | 日本劇場未公開                                                         |
| 2023 | ザ・フラッシュ The Flash                                                         | クラーク・ケント / スーパーマン               | クレジットなし カメオ出演                                                                                        | （台詞なし）                                                           |
| 2023 | シンパシー・フォー・ザ・デビル Sympathy for the Devil                            | ザ・パッセンジャー                            | 兼製作 | 大塚明夫                                                               |
| 2023 | リタイアメントプラン 殺し屋の引退生活 The Retirement Plan                        | マット                                        | | （吹き替え版なし）                                                     |
| 2023 | ドリーム・シナリオ Dream Scenario                                                | ポール・マシューズ                            | 兼製作 ゴールデングローブ賞主演男優賞（ミュージカル・コメディ部門）ノミネート                                    | 大塚明夫                                                               |
| 2024 | ナイト・オブ・アルカディアン Arcadian                                            | ポール                                        | 兼製作 | 大塚明夫                                                               |
| 2024 | The Surfer                                                                       | ザ・サーファー                                | |                                                                        |
| 2024 | ロングレッグス Longlegs                                                          | デール・“ロングレックス”・コブル              | 兼製作 日本公開は2025年                                                                                          | 大塚明夫                                                               |
| TBA  | The Prince                                                                       |                                               | ポストプロダクション                                                                                             |                                                                        |
| TBA  | The Gunslingers                                                                  | ベン                                          | ポストプロダクション                                                                                             |                                                                        |
| TBA  | The Carpenter's Son                                                              | ザ・カーペンター                              | 撮影中 |                                                                        |
| TBA  | Madden                                                                           | ジョン・マッデン                              | |                                                                        |

### テレビシリーズ
| 年   | 題名                                              | 役名                                      | 備考                               | 吹替           |
| ---- | ------------------------------------------------- | ----------------------------------------- | ---------------------------------- | -------------- |
| 2007 | ドレスデン・ファイル The Dresden Files            | N/A                                       | 製作総指揮のみ                     | N/A            |
| 2021 | あなたの知らない卑語の歴史 History of Swear Words | 本人（ホスト）                            | ドキュメンタリーシリーズ 計6話出演 | （吹替版なし） |
| 2026 | Spider-Noir                                       | ベン・ライリー / スパイダーマン・ノワール | Amazonオリジナルドラマ             |                |

## 主な受賞
アカデミー賞
1995年度 主演男優賞 『リービング・ラスベガス』
ゴールデングローブ賞
1996年度 主演男優賞 『リービング・ラスベガス』
全米映画批評家協会賞
1996年度 主演男優賞 『リービング・ラスベガス』
ニューヨーク映画批評家協会賞
1995年度 主演男優賞 『リービング・ラスベガス』
ロサンゼルス映画批評家協会賞
1995年度 主演男優賞 『リービング・ラスベガス』
ボストン映画批評家協会賞
1995年度 主演男優賞 『リービング・ラスベガス』
シカゴ映画批評家協会賞
1995年度 主演男優賞 『リービング・ラスベガス』
MTVムービー・アワード
1997年度 コンビ賞 『ザ・ロック』（ショーン・コネリーと共に）
1998年度 コンビ賞 『フェイス/オフ』（ジョン・トラヴォルタと共に）
シッチェス・カタロニア国際映画祭
2018年度 名誉俳優賞 『マンディ 地獄のロード・ウォリアー』

## 日本との関わり
- 2000年頃にパチンコメーカー三共のテレビCMに出演した。戸田奈津子がニコラス・ケイジの通訳を演じているバージョンもある。

## 日本語吹き替え
『コットンクラブ』（TBS版、1988年11月22日の『火曜ロードショー』で初放送）以降、ほとんどの作品で主に大塚明夫が吹き替えを務めており、ほぼ専属（フィックス）となっている。後述の通り、2025年に大塚はニコラス・ケイジ本人との対面を果たしており、現在ではケイジ本人からも認識される吹替声優となっている。
大塚自身、数多くの俳優の吹き替えを担当しているが、その中でもケイジは大変気に入っているとのことで「彼の芝居は当てていて楽しいんです」とインタビューで答えている。大塚はケイジについて「ニコラス・ケイジって、なんでも演じるんです。しかも前のめりに一生懸命演じている。彼は作品を、"役がおもしろいか"どうかで選んでいると思います」と分析している。ケイジの吹き替えを長年に渡り演じているために思い入れも強く「一方的に僕は（ケイジが）友人のような気がしているんですよ。彼の呼吸を自分に写しとって芝居をしているものだから、親しみ深い気がしてきましてね。そんな彼が、映画のなかでコミカルな演技をしようと一生懸命もがいている姿を観て、よし、これは僕もやんなきゃなって」と語っており、他人とは思えない存在であると同時に日々勇気付けられていると語っている。また、『オレの獲物はビンラディン』の予告編のナレーションを務め終えた際には、「ニコラス・ケイジは、非常に演じがいのある俳優。『オレの獲物はビンラディン』も、“これはぜひやりたいな”と思っていたので、声優魂に火がつきました!!」とケイジへの強い愛情に満ちたコメントを寄せている。
『マッシブ・タレント』の公開時には「初めてニコラス・ケイジを演じた『コットンクラブ』から30年以上が経ち、彼の芝居を長いことトレースして呼吸を合わせてきたからこそ、どんな仕事でも本気で挑んでいるのが伝わってきます。彼の仕事に対しての姿勢はとても他人事とは思えません」と敬意を表すると同時に、思い入れのあるニコラス・ケイジの作品に『フェイス/オフ』と前述の『オレの獲物はビンラディン』の2作品を挙げ「演じがいがありました」と回想。『シティ・オブ・エンジェル』や『リービング・ラスベガス』など、演じられなかったケイジの作品にも「ぜひ機会があれば挑戦してみたいですね。もう若い頃の声は演じられませんが（笑）」と意欲を見せている。また、100本以上も出演作のある役者であることから、大塚自身はケイジを演じる機会に恵まれたことを嬉しく思っているという。
『スパイダーマン:スパイダーバース』では原語版でケイジが演じたスパイダーマン・ノワール役の吹き替えを担当したが、音響監督の岩浪美和は原語版の声優がケイジであると知らずに大塚を配役したため、偶然の一致であった。このことに関して岩浪は「ああ、やはりみんな考えることは一緒だな、と思いました」と感動を覚えたという。
2023年にはケイジが来日し、コジマプロダクションに訪れる出来事があり、この際大塚は「なんで呼んでくんないのー」と小島を介してケイジと会うチャンスを逃したことを心残りに思う旨のコメントを残していたが、その2年後である2025年5月3日に開催された大阪コミコンのセレブステージにて37年越しに対面が実現した。ケイジは大塚と固い握手を交わした後、大塚が「ニコラス・ケイジさんの吹き替えがある際はだいたい私が担当しています」と自己紹介すると、自身も以前に大塚による吹き替えを聞いたことがあったことを明かし、直接吹き替えする様子を聞きたいとリクエストするなどの一幕もあり、両者は満面の笑みを見せた。
このほかにも、山路和弘、江原正士、小山力也、大塚芳忠、安原義人、山寺宏一、てらそままさき、速水奨なども複数回、声を当てている。